# 胡钧溥
胡钧溥，中华人民共和国政治人物、全国脱贫攻坚先进个人。

## 生平
胡钧溥任威宁彝族回族苗族自治县石门乡团结村党支部书记，乡政府一级科员。因在脱贫攻坚战中作出突出贡献，2021年2月25日全国脱贫攻坚总结表彰大会上，胡钧溥被授予“全国脱贫攻坚先进个人”。